# Gouvernorat de Raima
Le gouvernorat de Raymah (en arabe : ريمه Raima) est un gouvernorat du Yémen, instauré en janvier 2004, environ 200 km à l'ouest de Sanaa. Son nom dérive du Wadi Rima qui le traverse. Sa capitale est Al Jabin.

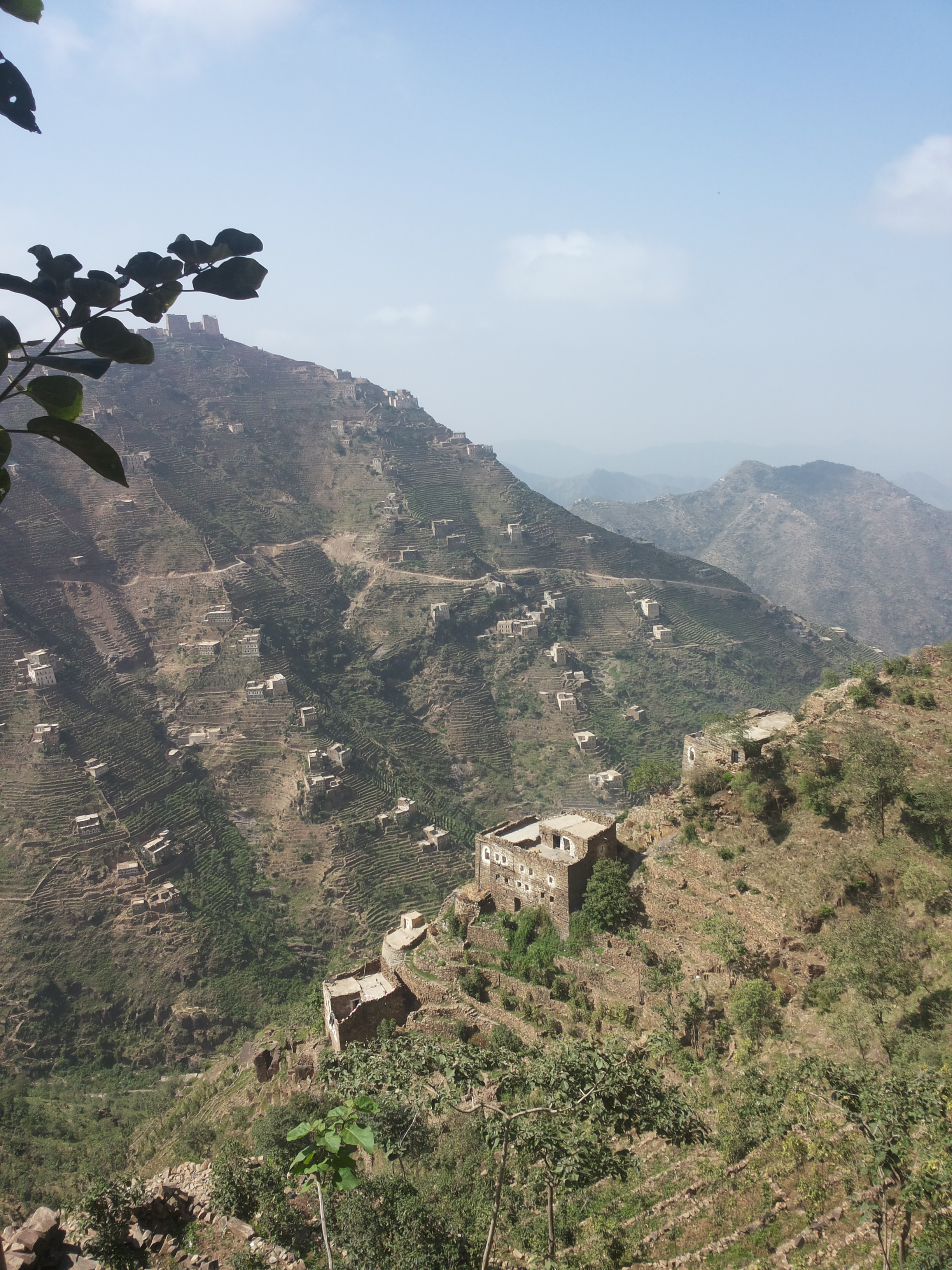
La topographie de Raymah est principalement montagneuse

## Géographie
Superficie : 1 915 km2. Altitude courante : 1000-1 500 m.
Population : 394 000 habitants, environ 3 % de la population du pays.

## Districts
- District d'Al Jabin
- District d'Al Jafariyah
- District d'As Salafiyah
- District du Bilad At Ta'am
- District de Kusmah
- District de Mazhar.